# 神々の庭
神々の庭（英語: Garden of the Gods）は、アメリカ合衆国コロラド州コロラドスプリングス近郊にある公園である。また、1971年に国定自然ランドマークに指定されている。

## 概要

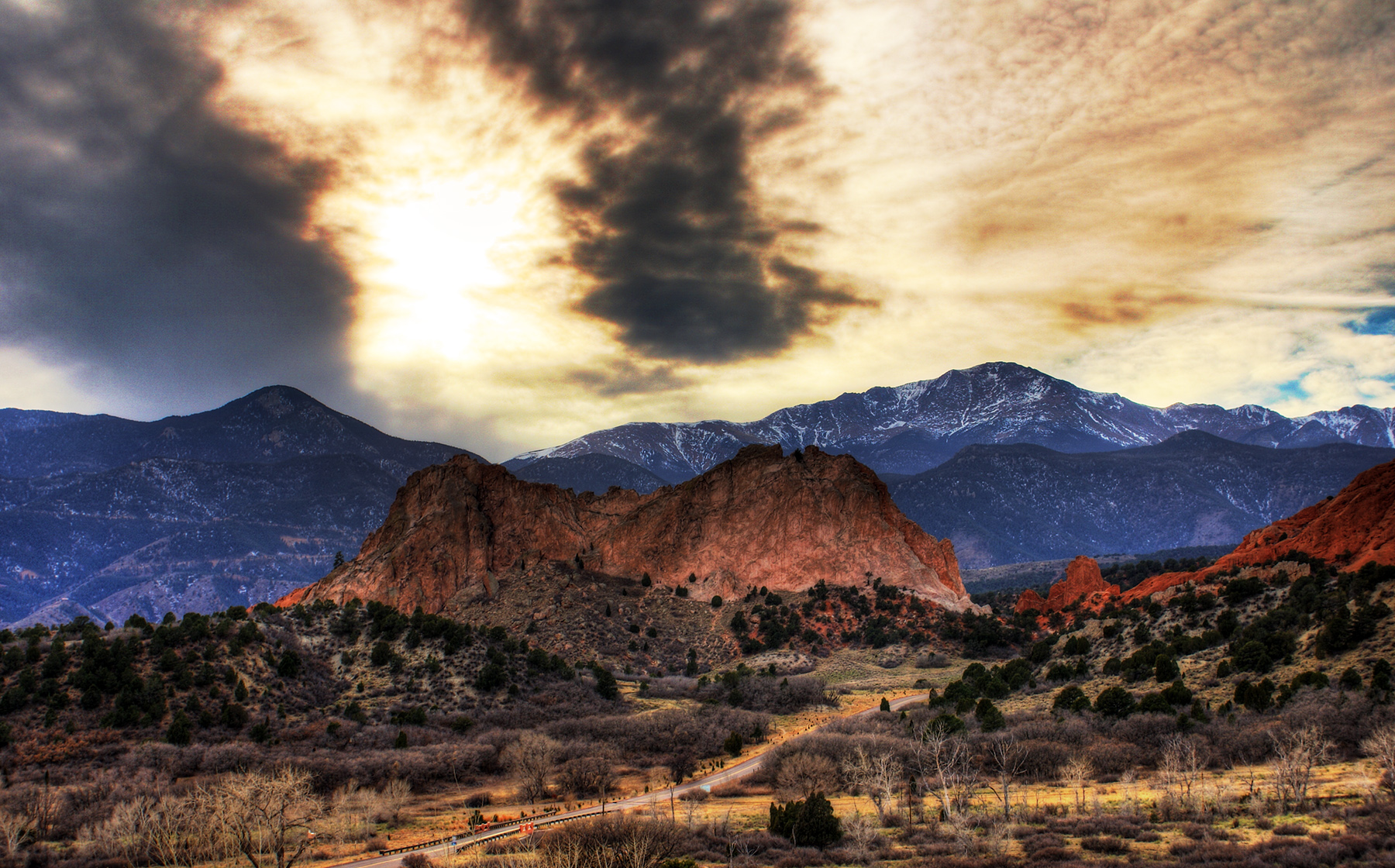
「神々の庭ビジターセンター」からの眺め

この地を「神々の庭」と名付けたのは1859年のヨーロッパ人からなる測量隊であった。その後、1879年にCharles Elliott Perkinsと友人のWilliam Jackson Palmerがこの地を取得した。Perkinsの死後、彼の遺族がコロラドスプリングスに土地を寄贈し、公園となった。
2019年現在、公衆に対して無料で開放されており、年間約200万人が訪れている。全米で最高、世界でも有数の公園として挙げられており、19世紀のライターであるヘレン・ハント・ジャクソンは「You wind among rocks of every conceivable and inconceivable shape and size... all bright red, all motionless and silent, with a strange look of having been just stopped and held back in the very climax of some supernatural catastrophe.」と評価している。

## 地質

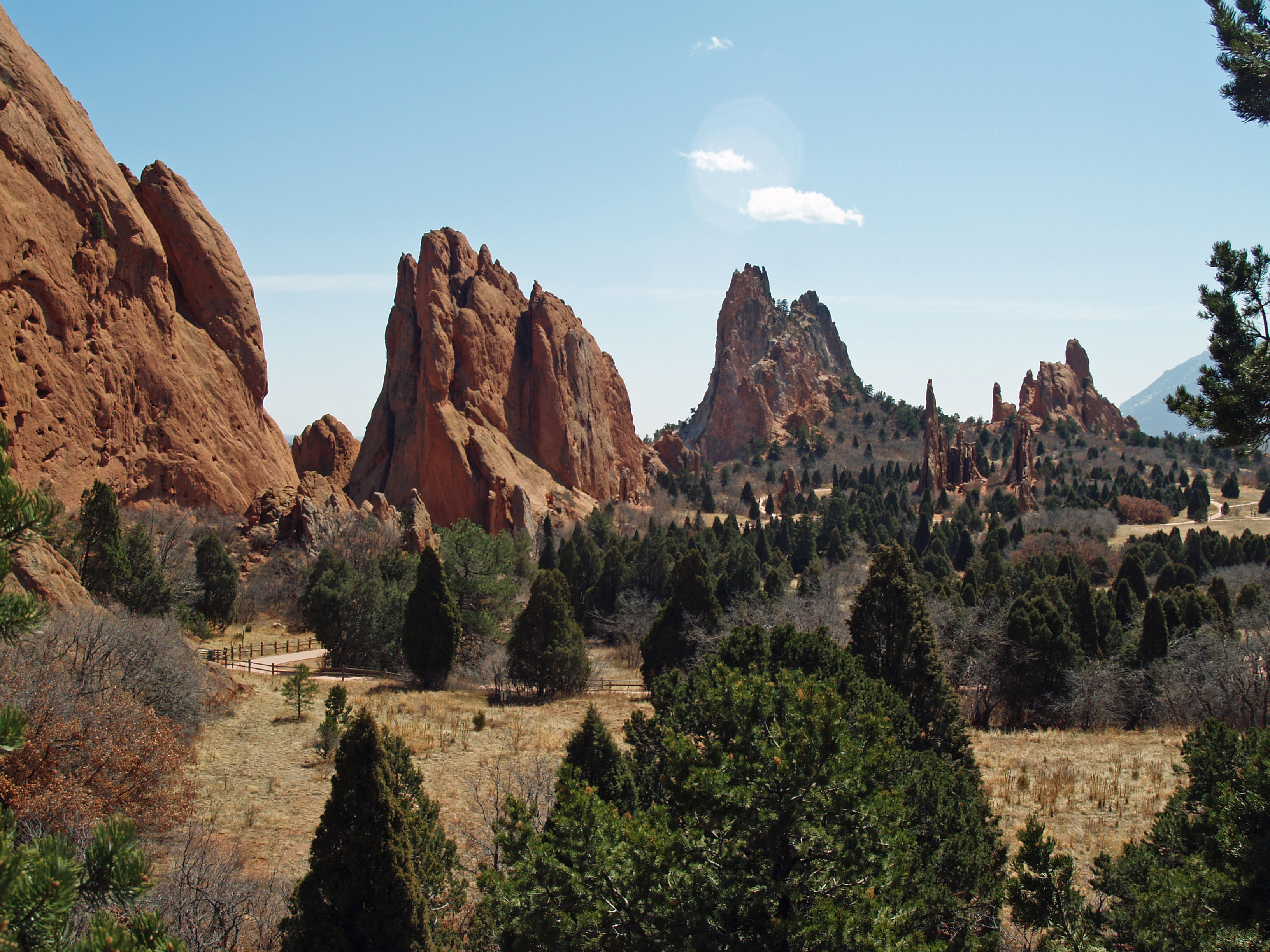
「神々の庭」内のホッグバック遠景

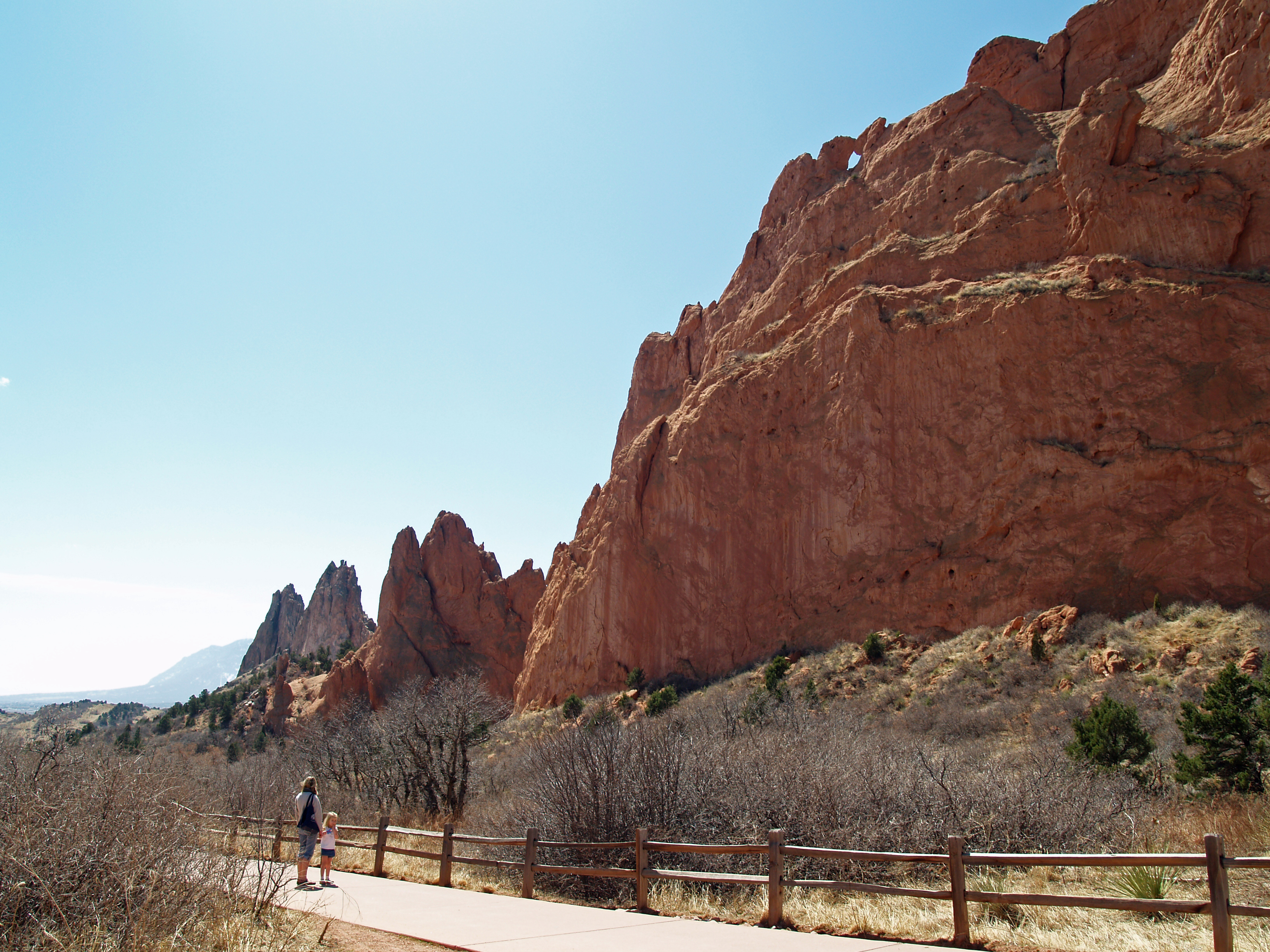
「神々の庭」内のホッグバック近景

神々の庭は、主に様々な色を持つ砂岩、礫岩、石灰岩から成っており、これらは元来水平に堆積していたが、ロッキー山脈の隆起によって垂直となった後、氷河期に侵食された結果、現在の地形が形成された。これらの中からは古代の地形や遺跡などが発見されている。

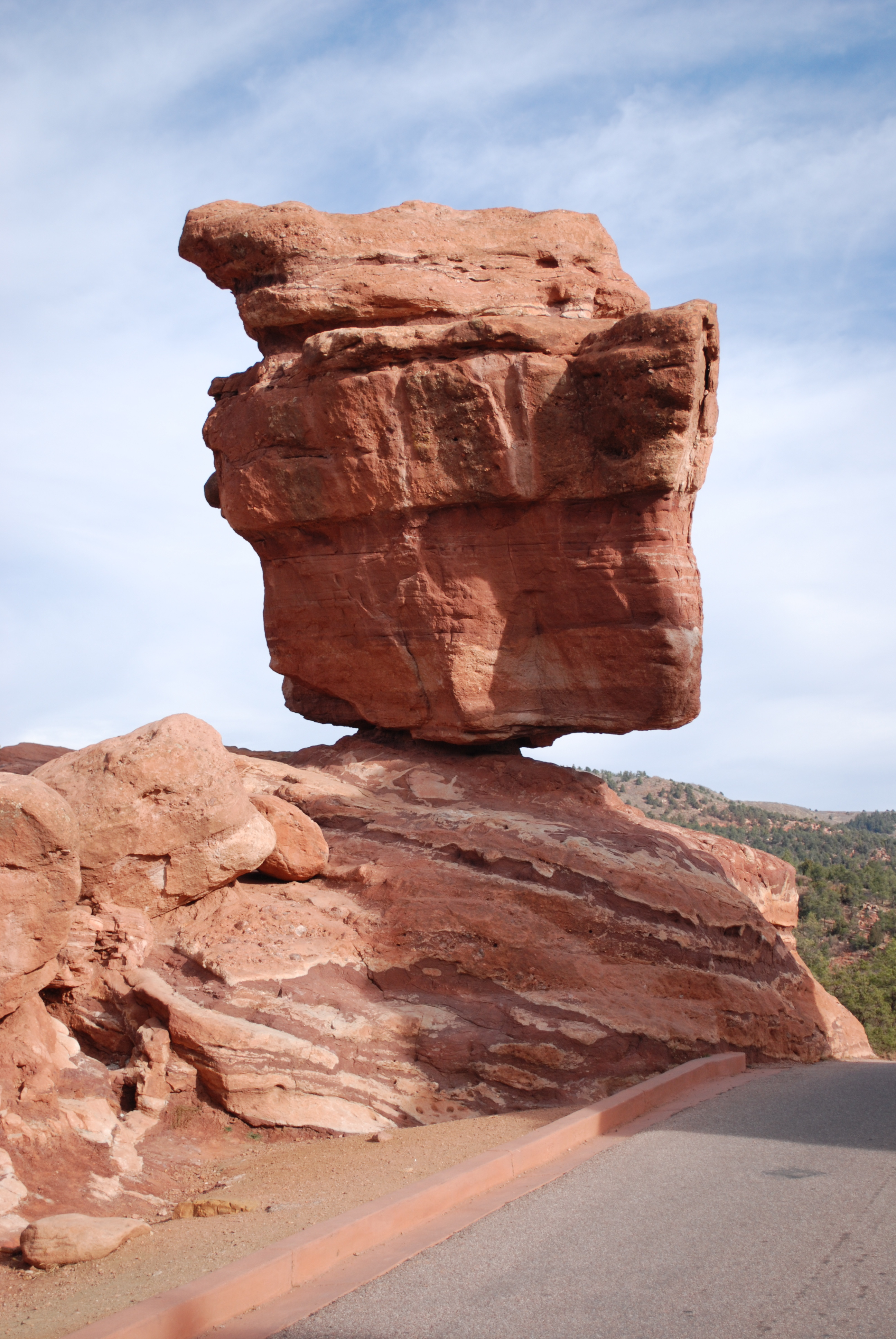
バランスロック

このようにして形成された岩の姿勢は一般的なものと異なっており、傾いていたり、上下逆さになっていたりする。

## 環境

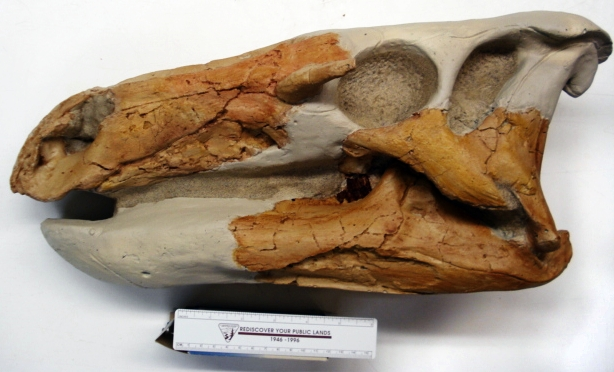
テイオフィタリアの化石

神々の庭は豊かな生態系を持っており、鳥類はツバメなど130種が生息している。他にも1879年にはミツバチの亜種が発見され、公園名がつけられた他、発掘された化石であるテイオフィタリアが新種と認定された。